# 花文廷
花文廷（1935年2月26日—2021年2月14日），男，江苏沭阳人，中国有机化学家，曾任北京大学化学系党总支书记、教授、博士生导师，北京大学副教务长、研究生院常务副院长。